# Bastard!!
Bastard!! (BASTARD!!-暗黒の破壊神-, Basutādo!! Ankoku no Hakaishin, lit. "Bastard!! O Destrutivo Deus da Escuridão") é um mangá escrito e ilustrado por Kazushi Hagiwara, que deu origem também a um anime, uma série de 6 OVAs em 1992. Foi publicado pela primeira vez no Japão pela editora Shueisha, e apareceu primeiramente na revista semanal Weekly Shōnen Jump, em 1988, e atualmente é publicado irregularmente na revista Ultra Jump.
Publicado no Brasil pela editora JBC.

## Enredo
Para libertar o deus maligno Anthrathax de seu sono milenar, os líderes da organização Shitenno precisam quebrar os quatro selos que o mantém em repouso. Para isto, precisam destruir os reinos que detêm estes selos: Judas, Metalicana, Iron-Maide e Witos-Neiki. Liderados pelos sombrios Kall-Su e Abigail, os seguidores da Shitenno destroem o reino de Judas com incrível facilidade, e marcham para conquistar Metalicana.
Neste reino vivem a simpática Yoko e seu companheiro, o pequeno Luche. Filha do sacerdote Geo, Yoko não sabe que ela e Luche serão decisivos para o futuro do reino de Metalicana: eles são a chave para a libertação de Dark Schneider, outrora um mago poderoso e maligno que, por muito pouco, não dominou o mundo, graças à intervenção de Geo. Embora seja uma tentativa arriscada, libertar Dark Schneider pode ser a última esperança para derrotar a Shitenno.

## Personagens
- Dark Schneider

Protagonista da história, tem o estereótipo do anti-herói: convencido, boca suja, interesseiro, porém autêntico.
- Tia Noto Yoko

Mesmo sendo maior de idade, Yoko ainda é virgem, e graças a isso ela pôde libertar Dark Schneider de seu corpo de Luche, para ajudar Metallicana. Mesmo que fosse muito arriscado, ela acabou deixando-se cair no charme de Dark Schneider e logo se apaixonou, sendo capaz de fazer tudo pelo seu amor.
- Ninja Master Gara (ガラ Gara)

Gara é um mestre de Ninjutsu usa uma e espada que pode atacar com a força vital do espadachi. O ataque mais forte geralmente é fatal para o usuário.
- Imperatriz do relampago Arshes Nei (アーシェス・ネイ Āshesu Nei)

Meio humana, meio Elfa negra, foi abandonada quando criança por sua tribo e encontra e criada como filha adotiva e amante por Dark Schneider.

## Referência a bandas de rock
São constantes as referências a bandas de hard rock e heavy metal durante toda a série: Iron Maiden, Anthrax, Venom, Helloween, Stryper, Slayer, Tesla, Megadeth, Metallica, Judas Priest, Whitesnake, Guns N' Roses, Bon Jovi, entre outros. Abigail, por exemplo, é um famoso álbum do lendário King Diamond, vocalista do Mercyful Fate.